# Newcastle Red Bulls
Maillots
Actualités
Dernière mise à jour : 12 août 2025.
Newcastle Red Bulls est un club anglais de rugby à XV participant actuellement au Premiership et basé à Newcastle upon Tyne. Il a été fondé sous le nom de « Gosforth Football Club », renommé « Newcastle Gosforth » en 1990, puis « Newcastle Falcons » au milieu des années 1990, et enfin « Newcastle Red Bulls » en 2025. Le club devient professionnel en 1995. Il est connu pour avoir lancé la carrière Jonny Wilkinson à partir de 1998. Il a été une fois champion d'Angleterre.

## Histoire

### Les débuts
Le club originel, le Gosforth Football Club a été fondé en 1877 par un groupe de diplômés de la Durham School. Ils décident de jouer en vert et blanc afin de garder ses liens avec cet établissement, couleurs conservées jusqu'au milieu des années 1990. 
Cinq ans plus tard, Gosforth fusionne avec un autre club local, Northumberland, et prend leur nom. Mais dès 1887, le club reprend le nom de Gosforth.
La Première Guerre mondiale marque un premier arrêt pour le club, et malgré les pertes de joueurs lors de ce conflit, le Gosforth Football Club est reformé dès 1919.
La Seconde Guerre mondiale met à nouveau le rugby à l'arrêt pendant six ans, et le club ne doit qu'aux efforts d'anciens responsables d'éviter de disparaître complètement.

### L'après-guerre et les premiers titres
Une collecte de fonds de 10 000 £ permet au club d'acheter son propre terrain en 1951 pour y installer son futur stade. En 1955, le club déménage officiellement à North Road (il y restera jusque 1990). Avec des joueurs comme Arthur Smith ou Ray McLoughlin, membres des Lions britanniques, le club accroit progressivement sa réputation sur la scène nationale.
En l'absence de championnat (le Championnat d'Angleterre est créé en 1987), Gosforth se distingue par ses succès en Coupe d'Angleterre en 1976 et 1977 sous le capitanat de Jack Rowell. En 1976, le club bat en finale Rosslyn Park 23 à 14, puis conserve le trophée un an plus tard, en battant Waterloo 27 à 14.
En 1981, Gosforth atteint à nouveau la finale de la coupe d'Angleterre mais perd face à Leicester 22 à 15. Mais par la suite, le club amorce un recul, et devra attendre une quinzaine d'années avant de briller à nouveau.
L'année 1987 voit la création du championnat d'Angleterre, mais pour sa première saison, Gosforth doit se contenter d'évoluer en 2e division. Les saisons suivantes voient le club éviter la relégation au niveau inférieur à plusieurs reprises.
En 1989, le club vend son stade. En 1990, il déménage dans son nouveau stade Kingston Park et change également son nom pour devenir Newcastle Gosforth. Les résultats du club s'améliorent et, en 1993, Newcastle est promu en 1re division mais est relégué dès la saison suivante.

### L'ère du professionnalisme
En  1996-1997 alors en 2e division, le club change de nom pour celui de Newcastle Falcons et décide de changer ses couleurs en jouant en noir et blanc. À la fin de la saison, Newcastle remonte en 1re division. Dès la saison suivante, le promu réussit l'exploit de remporter le championnat 1997-1998, son seul titre à ce jour. Cette équipe était entraînée par Rob Andrew et elle fit débuter un jeune demi d'ouverture nommé Jonny Wilkinson. Mais les cadres des Falcons s'appelaient Inga Tuigamala (un ailier néo-zélandais, vu comme le précurseur de Jonah Lomu), Doddie Weir (deuxième-ligne écossais), Alan Tait (un centre écossais) ou Tony Underwood.
En 2025, l'entreprise Red Bull rachète le club et le renomme devenant ainsi Newcastle Red Bulls.

## Identité visuelle

### Logo

Évolution du logo
Logo jusqu'en 2025.

## Palmarès

### Détail du palmarès
Le tableau suivant récapitule les performances de Newcastle dans les diverses compétitions anglaises et européennes.
| Compétitions nationales | Compétitions européennes |
| --- | --- |
| Championnat d'Angleterre - Vainqueur (1) : 1998 Championnat d'Angleterre de D2 - Vainqueur (3) : 1993, 2013, 2020 - Vice-champion (1) : 1997 Coupe d'Angleterre - Vainqueur (4) : 1976, 1977, 2001, 2004 - Finaliste (3) : 1981, 1999, 2011 | Coupe d'Europe - Quart de finaliste (1) : 2005 Challenge européen - Demi-finaliste (5) : 1998, 2001, 2006, 2008, 2018 British and Irish Cup - Finaliste (1) : 2013 |

### Finales disputées
On accède, lorsqu'il existe, à l'article qui traite d'une édition particulière en cliquant sur le score de la rencontre.
| Date de la finale | Vainqueur         | Score   | Finaliste         | Lieu de la finale               | Spectateurs |
| ----------------- | ----------------- | ------- | ----------------- | ------------------------------- | ----------- |
| 24 avril 1976     | Gosforth          | 23 - 14 | Rosslyn Park      | Twickenham, Londres             | 7 500       |
| 16 avril 1977     | Gosforth          | 27 - 11 | Waterloo RFC      | Twickenham, Londres             | 10 000      |
| 2 mai 1981        | Leicester Tigers  | 15 - 12 | Gosforth          | Twickenham, Londres             | 24 000      |
| 15 mai 1999       | Wasps RFC         | 31 - 23 | Newcastle Falcons | Twickenham, Londres             | 48 000      |
| 24 février 2001   | Newcastle Falcons | 30 - 27 | Harlequins        | Twickenham, Londres             | 71 000      |
| 17 avril 2004     | Newcastle Falcons | 37 - 33 | Sale Sharks       | Twickenham, Londres             | 38 590      |
| 24 mars 2011      | Newcastle Falcons | 7 - 34  | Gloucester        | Franklin's Gardens, Northampton | 6 848       |

| Date de la finale | Vainqueur         | Score   | Finaliste  | Lieu de la finale        | Spectateurs |
| ----------------- | ----------------- | ------- | ---------- | ------------------------ | ----------- |
| 17 mai 2013       | Newcastle Falcons | 17 - 18 | Leinster A | Kingston Park, Newcastle | 3 838       |

## Personnalités du club

### Effectif 2024-2025
| Nom                      | Naissance         | Nationalité sportive | Sélections (points) | Dernier club          | Arrivée au club |
| Talonneurs               | Talonneurs        | Talonneurs           | Talonneurs          | Talonneurs            | Talonneurs      |
| ------------------------ | ----------------- | -------------------- | ------------------- | --------------------- | --------------- |
| Jamie Blamire            | 22 décembre 1997  | Angleterre           | 6 (30)              | Formé au club         | 2016            |
| Bryan Byrne              | 9 septembre 1993  | Irlande              | -                   | Bristol Bears         | 2023            |
| Ollie Fletcher           | 9 septembre 2002  | Angleterre           | -                   | Formé au club         | 2022            |
| Piliers                  |                   |                      |                     |                       |                 |
| Eduardo Bello            | 27 novembre 1995  | Argentine            | 27 (5)              | Saracens              | 2023            |
| Adam Brocklebank         | 6 septembre 1995  | Angleterre           | -                   | Formé au club         | 2014            |
| Luan de Bruin            | 13 février 1993   | Afrique du Sud       | -                   | Édimbourg Rugby       | 2024            |
| Murray McCallum          | 16 mars 1996      | Écosse               | 3 (0)               | Édimbourg Rugby       | 2023            |
| Richard Palframan        | 20 décembre 1993  | Afrique du Sud       | -                   | Worcester Warriors    | 2021            |
| Mark Tampin              | 20 janvier 1992   | Angleterre           | -                   | Ealing Trailfinders   | 2019            |
| Deuxièmes lignes         |                   |                      |                     |                       |                 |
| Tim Cardall              | 13 janvier 1997   | Angleterre           | -                   | Melbourne Rebels      | 2023            |
| Sebastian de Chaves      | 30 octobre 1990   | Afrique du Sud       | -                   | Gilgronis d'Austin    | 2022            |
| John Hawkins             | 11 novembre 1996  | Angleterre           | -                   | Jersey Reds           | 2023            |
| John Kelly               | 11 octobre 1995   | Angleterre           | -                   | Doncaster Knights     | 2023            |
| Kiran McDonald           | 1er novembre 1994 | Écosse               | -                   | Munster               | 2023            |
| Adam Scott               | 27 novembre 2001  | Angleterre           | -                   | Formé au club         | 2023            |
| Troisièmes lignes aile   |                   |                      |                     |                       |                 |
| Josh Bainbridge          | 17 avril 1996     | Angleterre           | -                   | Coventry RFC          | 2023            |
| Thomas Gordon            | 30 janvier 1997   | Écosse               | -                   | Glasgow Warriors      | 2024            |
| Ollie Leatherbarrow      | 8 avril 2002      | Angleterre           | -                   | Exeter Chiefs         | 2023            |
| Freddie Lockwood         | 31 décembre 2000  | Angleterre           | -                   | Formé au club         | 2020            |
| Cameron Neild            | 6 septembre 1994  | Angleterre           | -                   | Édimbourg Rugby       | 2024            |
| Pedro Rubiolo            | 21 décembre 2002  | Argentine            | 20 (0)              | Jaguares              | 2023            |
| Philip van der Walt      | 14 juillet 1989   | Afrique du Sud       | -                   | Sharks                | 2019            |
| Troisièmes lignes centre |                   |                      |                     |                       |                 |
| Callum Chick             | 25 novembre 1996  | Angleterre           | 2 (0)               | Formé au club         | 2015            |
| John Kelly               | 11 octobre 1995   | Angleterre           | -                   | Doncaster Knights     | 2023            |
| Demis de mêlée           |                   |                      |                     |                       |                 |
| Hugh O'Sullivan          | 24 février 1998   | Irlande              | -                   | London Irish          | 2023            |
| Max Pepper               | 9 mai 2001        | Angleterre           | -                   | Formé au club         | 2023            |
| Sam Stuart               | 27 novembre 1991  | Angleterre           | -                   | Richmond              | 2017            |
| Demis d'ouverture        |                   |                      |                     |                       |                 |
| Brett Connon             | 29 août 1996      | Irlande              | -                   | Formé au club         | 2016            |
| Kieran Wilkinson         | 3 octobre 1999    | Angleterre           | -                   | Leicester Tigers      | 2024            |
| Centres                  |                   |                      |                     |                       |                 |
| Sammy Arnold             | 8 avril 1996      | Irlande              | 1 (0)               | CA Brive              | 2024            |
| Max Clark                | 3 octobre 1995    | Angleterre           | -                   | Dragons               | 2024            |
| → Connor Doherty         | 18 juillet 2000   | Angleterre           | -                   | Sale Sharks (en prêt) | 2024            |
| Cammy Hutchison          | 1er juin 1998     | Écosse               | -                   | Édimbourg Rugby       | 2023            |
| Jack Metcalf             | 20 avril 2001     | Angleterre           | -                   | Doncaster Knights     | 2024            |
| Ailiers                  |                   |                      |                     |                       |                 |
| Alex Hearle              | 8 novembre 1998   | Angleterre           | -                   | Gloucester            | 2024            |
| Elliott Obatoyinbo       | 9 octobre 1998    | Angleterre           | -                   | Saracens              | 2022            |
| Ben Stevenson            | 19 juillet 1998   | Angleterre           | -                   | Formé au club         | 2016            |
| Arrières                 |                   |                      |                     |                       |                 |
| Louis Brown              | 17 février 1998   | Angleterre           | -                   | Coventry RFC          | 2023            |
| Ben Redshaw              | 10 janvier 2005   | Angleterre           | -                   | Formé au club         | 2023            |

### Joueurs célèbres
- Rob Andrew
- Toby Flood
- Tom May
- Jamie Noon
- Mathew Tait
- Tony Underwood
- Jonny Wilkinson
- Matt Burke
- Gary Armstrong
- Mike Blair
- Stuart Grimes
- Craig Hamilton
- Allister Hogg
- Andrew Henderson
- Euan Murray
- Tim Swinson
- Alan Tait
- Tim Visser
- Doddie Weir
- Colin Charvis
- Jimmy Gopperth
- Carl Hayman
- Mike Delany
- Franck Montanella

### Entraîneurs
- 1995-2006 : Rob Andrew
- 2006-2008 : John Fletcher
- 2008-2010 : Steve Bates
- 2010-2012 : Alan Tait
- 2012-2014 : Dean Richards (manager), John Wells (entraîneur des avants) et Mike Ward (mêlée)
- 2012-2015 : Dean Richards (manager), John Wells (entraîneur en chef) et Mike Ward (mêlée)
- 2015-2017 : Dean Richards (manager), John Wells (entraîneur en chef), Dave Walder (attaque) et Mike Ward (mêlée)
- 2017-2020 : Dean Richards (manager), Dave Walder (entraîneur en chef), Mike Ward (avants) et John Wells (défense)
- 2020-2022 : Dean Richards (manager), Dave Walder (entraîneur en chef), Mike Ward (avants) et Nick Easter (défense)
- 2022-2023 : Dave Walder (entraîneur en chef), Mike Ward (avants), ..
- Depuis 2023 : Alex Codling (entraîneur en chef), Mark Laycock (attaque), Mike Ward (avants), Scott Baldwin (défense)